# Fuego sagrado de Vesta

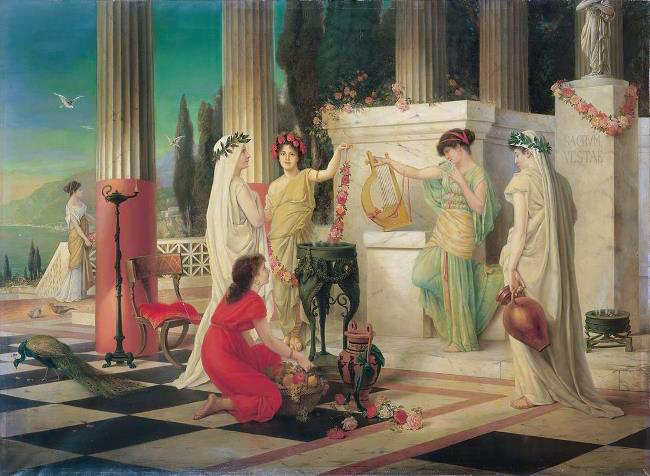
En el templo de Vesta, óleo de Constantin Hölscher, 1902.

El fuego sagrado de Vesta, quien en la mitología romana era la diosa de la tierra, del fuego y del humo, era central en la piedad romana. Durante siglos, hubo una llama eterna que ardía en el Templo de Vesta en el Foro romano. Según Dionisio de Halicarnaso, los romanos creían que el fuego estaba íntimamente vinculado con la fortuna de la ciudad y se veía su extinción como la premonición de un desastre. 
En origen, la práctica de mantener un fuego era central para el bienestar doméstico: para los romanos, mantener un fuego constante era a menudo más fácil que volver a encender uno con regularidad. El culto de Vesta creció a partir de esta práctica. El cargo de vestal, encargada de cuidar del fuego sagrado, era desempeñado en origen por las hijas del rey de Roma, quienes, como otras jóvenes romanas, estaban encargadas de cuidar el fuego del hogar.
El fuego en el templo de Vesta, que era representada ella misma como una llama viva (Ovidio, Fastos, VI), era por tanto el fuego del hogar de la ciudad. Como la extinción del fuego del hogar era una desgracia para una familia, de la misma manera la extinción de la llama de Vesta se pensaba que traía consigo un desastre nacional para Roma, lo que explica el severo castigo (latigazos) de las vestales que permitieran que el fuego se apagase.
Las vírgenes vestales (originalmente eran dos, pero luego se incrementaron hasta ser cuatro y luego seis) servían durante treinta años, cuidaban del fuego sagrado y llevaban a cabo otros rituales relacionados con la vida doméstica; entre ellos, estaban el ritual de barrer el templo el 15 de junio y la preparación de comidas para determinadas fiestas. Por analogía, también cuidaban de la vida y el alma de la ciudad y del cuerpo político a través del fuego sagrado de Vesta, que se renovaba cada año en las calendas de marzo.
El fuego sagrado ardía en el Templo circular de Vesta, que fue construido en época anterior a la República romana, en el Foro romano bajo la colina Palatina. Otros objetos sagrados estaban almacenados dentro del templo, entre ellos el paladio (una estatua de Palas Atenea) supuestamente llevada por Eneas desde Troya. El templo ardió completamente al menos en cuatro ocasiones y se incendió en otras dos. El actual templo (algo restaurado en el siglo XX) data del año 191, cuando Julia Domna, esposa del emperador Septimio Severo, ordenó una detallada reconstrucción.
Los ritos de Vesta acabaron en el año 394 cuando la llama sagrada fue apagada por iniciativa de Teodosio I después de ganar la Batalla del Frígido derrotando a Eugenio y Arbogastes.